# Micropolypodium truncicola
Micropolypodium truncicola là một loài dương xỉ trong họ Polypodiaceae. Loài này được Klotzsch A.R. Sm. mô tả khoa học đầu tiên năm 1992.